# Moskovska suđenja
Moskovska suđenja ili Moskovski procesi (ruski Московские процессы) je naziv za tri suđenja nekadašnjim najvišim funkcionarima sovjetske države i Partije održanih između 1936. i 1938. u Moskvi, a koja se smatraju najpoznatijim događajima tzv. Velike čistke. Ona su sovjetskoj i međunarodnoj javnosti prikazana kao obračun s "trockističkim izdajnicima" koji su, u dosluhu sa stranim silama nastojali oboriti sovjetsku vlast; u stvarnosti su svi procesi bili montirani, a branjenici bili nekadašnji suparnici tadašnjeg sovjetskog vođe Josifa Staljina. Svi su branjenici na suđenjima priznali krivicu, te su osuđeni na smrt ili dugotrajne zatvorske kazne, a nakon čega su bili pogubljeni ili izvansudski likvidirani. Povjesnčari su naknadnim uvidom u sovjetske službene arhive i druge dokumente otkrili da su mnoga od priznanja bila iznuđena mučenjem i prijetnjama; desetljećima nakon Staljinove smrti su sovjetske vlasti osuđenike službeno rehabilitirali.
Suđenja su bila:
- Prvi moskovski proces ili "Proces objedinjenom protusovjetskom trockističko-zinovjevskom centru", održan od 19. do 24. kolovoza 1936. na kome je suđeno Grigoriju Zinovjevu i Levu Kamenjevu;
- Drugi moskovski proces ili "Proces paralelnom protusovjetskom trockističkom centru" održan od 23. do 30. siječnja 1937. na kome je suđeno Georgiju Pjatakovu, Grigoriju Sokoljnikovu, Karlu Radeku i Leonidu Serebjakovu;
- Treći moskovski proces, poznat i kao "Suđenje dvadeset jednom" ili "Proces protusovjetskom desno-trockističkom bloku" čiji je najpoznatiji branjenik bio Nikolaj Buharin